# Байков, Сергей Васильевич
Сергей Васильевич Байков (1772 — 19 июля 1848) — русский военачальник, генерал-майор, участник Наполеоновских войн и Русско-турецкой войны (1828—1829).

## Биография
Родился в 1772 году в семье военного Василия Сергеевича Байкова и Анны Ивановны Байковой — воспитанницы обер-гофмейстера Елагина.
Участвовал в сражениях при Гутштадте, Гейльсберге, Фридланде, был награждён золотым оружием «За храбрость».
Отечественную войну Байков встретил в чине штабс-капитана Лейб-гвардии Финляндского полка. 19 ноября 1812 года произведён в капитаны.
За Бородинское сражение Байков был награждён орденом Святой Анны 2-й степени с бриллиантами.
При отступлении французской армии из России авангардный отряд во главе с Байковым захватил обоз наполеоновского маршала Даву, в котором обнаружились ценные документы и жезл самого маршала. После Сражения под Красным 8 ноября 1812 года Байков встретился с фельдмаршалом Кутузовым. Тот поручил Байкову отвезти в Санкт-Петербург донесение и захваченный жезл. 14 ноября в Зимнем дворце Байков передал донесение Кутузова и маршальский жезл Александру I. Царь наградил Байкова орденом Св. Георгия IV степени.
Байков участвовал в осаде крепости Модлин, в битвах под Лютценом и Бауценом, за что и получил орден Святого Владимира IV степени с бантом, а позже — медаль «За взятие Парижа». Потом Байков участвовал в Русско-турецкой войне (1828—1829), был тяжело ранен в голову и полгода лечился в Киевском госпитале, потом снова отбыл на фронт.
Командовал полком и бригадой, отличившись в боях за крепость Силистрия и Шумла, был награждён орденом Святого Владимира III степени и получил звание генерал-майора.
После войны вышел в отставку и поселился в Киеве — проживал на Печерске в собственном доме, а за рекой Лыбедь приобрёл хутор на окраине, — между современными Байковом кладбищем и урочищем Протасов яр. Эту местность в Киеве стали именовать Байков хутор.
Умер С. В. Байков 19 июня 1848 года и был похоронен в Санкт-Петербурге. Его имение в Киеве Николай I передал Военно-инженерному ведомству.

### Память
Сегодня в Киеве его именем названы: Байков яр, Байкова гора, Байкова улица, Байково кладбище.

## Семья
- Отец — Байков, Василий Сергеевич (? — 1790) — бригадир и ceкунд-майор лейб-гвардии Преображенского полка, кавалер ордена св. Георгия 3-й и 4-й степеней.
- Мать — Анна Ивановна.
- Брат — Семён.

## Награды
- Орден Святого Георгия IV степени